# Kelley Law
Kelley Law, född den 11 januari 1966 i Burnaby i British Columbia, är en kanadensisk curlingspelare.
Hon tog OS-brons i damernas curlingturnering i samband med de olympiska curlingtävlingarna 2002 i Salt Lake City.